# NGC 2141
NGC 2141 ist ein offener Sternhaufen vom Typ II3r im Sternbild Orion am Nordsternhimmel. Er hat eine Winkelausdehnung von 10,0' und eine scheinbare Helligkeit von 9,4 mag. 
Das Objekt wurde im Januar 1883 von Edward Emerson Barnard entdeckt und wird auch als OCL 487 bezeichnet.